# Nicole Bradtke
Nicole Bradtke, z domu Provis (ur. 22 września 1969 w Melbourne) – australijska tenisistka, reprezentantka kraju w Fed Cup, brązowa medalistka igrzysk olimpijskich w Barcelonie (1992).

## Kariera tenisowa
Zawodową tenisistką Bradtke była w latach 1986–1997.
W roku 1985 wystąpiła w Australian Open, którego edycja odbywała się wówczas w grudniu. Po wygraniu meczu pierwszej rundy z Sophie Amiach uległa Martinie Navrátilovej. W trzech kolejnych turniejach wielkoszlemowych nie przebrnęła kwalifikacji. W styczniu 1987 roku w Melbourne przegrała w drugiej rundzie z Claudią Kohde-Kilsch. W kwalifikacjach do turnieju na Florydzie miesiąc później wygrała z Arantxą Sánchez Vicario. W maju osiągnęła największy wówczas sukces w swej karierze, jakim jest ćwierćfinał turnieju w Berlinie, przegrany z Patricią Tarabini. W tym sezonie osiągnęła też trzecią rundę US Open, przegrywając z Lori McNeil. W 1988 roku powtórzyła sukces z Berlina, ulegając tym razem Steffi Graf. Tydzień później poprawiła rekord swojego najlepszego występu, odnotowując półfinał w Strasburgu, w którym poniosła porażkę z Sandrą Cecchini. Podczas French Open 1988 dotarła do półfinału, pokonując po drodze Claudię Kohde-Kilsch, Sylvię Hanikę, Arantxę Sánchez Vicario ulegając dopiero Natalli Zwierawej w trzecim secie 5:7. Turniej wygrała Steffi Graf, która w tym roku ustanowiła Wielkiego Szlema. Niemka pokonała Bradtke w czwartej rundzie Australian Open kolejnego roku. W marcu 1989 Australijka wygrała z Tracy Austin w Indian Wells. W Arizonie pokonała Katerinę i Magdalenę Maleewą. W Sydney w roku 1991 pokonała Amy Frazier. W Los Angeles wygrała z Anne Minter, a wkrótce udało się jej odnieść zwycięstwa nad Julie Halard-Decugis i Florencią Labat. W pierwszej rundzie w Nashville wyeliminowała najwyżej rozstawioną Conchitę Martínez. Dnia 5 stycznia 1992 zdobyła pierwszy zawodowy tytuł w turnieju gry pojedynczej w Brisbane, w finale pokonując Rachel McQuillan. W czerwcu wzięła udział w Fed Cup, odnosząc zwycięstwa nad Kateriną Maleewą i Janą Novotną. Wygrała z Pam Shriver w Tokio w kwietniu 1993 roku. Zdobyła tytuł w Kuala Lumpur, w półfinale pokonując najwyżej rozstawioną Patty Fendick. W finale Lucerne Ladies European Open, rozgrywanym w Lucernie, przegrała z Lindsay Davenport. W Fed Cup pokonała Steffi Graf w trzech setach. W 1995 roku w Auckland zdobyła główną premię, wygrywając z Silvią Fariną Elią oraz Julie Halard-Decugis. Jej ostatni występ zawodowy w grze pojedynczej miał miejsce podczas Australian Open 1997, gdzie w pierwszej rundzie wygrała z Coriną Morariu, a w drugiej uległa Karinie Habšudovej. Bilans spotkań Bradtke w grze pojedynczej wynosi 243 do 190. Wygrała w sumie trzy turnieje singlowe. Jej najwyższa pozycja to 24. miejsce, osiągnięte 24 maja 1993 roku.
Startując w grze podwójnej Bradtke wygrała dziewięć turniejów zawodowych, a 6 kwietnia 1992 roku osiągnęła 11. pozycję w rankingu deblistek. Pierwszym ważniejszym osiągnięciem w karierze deblowej Australijki był półfinał European Open w 1987 roku, osiągnięty w parze z Cariną Karlsson. Jej partnerkami deblowymi były m.in. Arantxa Sánchez Vicario, Dianne Balestrat czy Manon Bollegraf. Z Jo Durie doszła do półfinału w Berlinie w 1988 roku. Pierwszy turniej wygrała w Strasburgu w tym samym roku z Bollegraf. Karierę deblistki zakończyła na tym samym turnieju, na którym wystąpiła po raz ostatni w grze pojedynczej, tj. na Australian Open 1997. Razem z Rachel McQuillan odpadły w drugiej rundzie, przegrywając z Chandą Rubin i Brendą Schultz.
Poślubiła w 1994 roku jednego z czołowych australijskich koszykarzy, Marka Bradtke. Jej siostra, Natasha, przez dwa lata pracująca we władzach męskiego cyklu rozgrywkowego ATP, została żoną tenisisty Todda Woodbridge.

## Finały turniejów WTA
| Legenda                | Legenda |
| ---------------------- | ------- |
| Wielki Szlem           |         |
| Igrzyska olimpijskie   |         |
| WTA Tour Championships |         |
| 1988 – 2008            |         |
| Kategoria I            |         |
| Kategoria II           |         |
| Kategoria III          |         |
| Kategoria IV           |         |
| Kategoria V            |         |

### Gra pojedyncza 4 (3–1)
| Końcowy wynik | Nr | Data             | Turniej      | Nawierzchnia | Przeciwniczka           | Wynik finału  |
| ------------- | -- | ---------------- | ------------ | ------------ | ----------------------- | ------------- |
| Zwyciężczyni  | 1. | 11 lutego 1990   | Brisbane     | Twarda       | Rachel McQuillan        | 6:3, 6:2      |
| Zwyciężczyni  | 2. | 25 kwietnia 1993 | Kuala Lumpur | Twarda       | Ann Grossman            | 6:3, 6:2      |
| Finalistka    | 1. | 23 maja 1993     | Lucerna      | Twarda       | Lindsay Davenport       | 1:6, 6:4, 2:6 |
| Zwyciężczyni  | 3. | 5 lutego 1995    | Auckland     | Twarda       | Ginger Helgeson-Nielsen | 3:6, 6:2, 6:1 |

## Finały juniorskich turniejów wielkoszlemowych

### Gra podwójna 2 (1–1)
| Końcowy wynik | Rok  | Turniej         | Nawierzchnia | Partnerka        | Przeciwniczki                        | Wynik finału |
| Zwyciężczyni  | 1987 | Australian Open | Twarda       | Ann Devries      | Genevieve Dwyer Danielle Jones       | 6:3, 6:1     |
| Finalistka    | 1987 | French Open     | Ceglana      | Michelle Jaggard | Natalija Medwediewa Natalla Zwierawa | 3:6, 3:6     |